# آمبوهیپیهائونانا (آمبوهیدراتریمو)
آمبوهیپیهائونانا (به لاتین: Ambohipihaonana) یک منطقهٔ مسکونی در ماداگاسکار است که در آنالامانگا واقع شده‌است. آمبوهیپیهائونانا ۵۲ کیلومتر مربع مساحت و ۵٬۷۰۳ نفر جمعیت دارد و ۱٬۲۵۰ متر بالاتر از سطح دریا واقع شده‌است.